# Пребен Елк'яер-Ларсен
Пребен Елк'яер-Ларсен (дан. Preben Elkjær Larsen, нар. 11 вересня 1957, Копенгаген) — колишній данський футболіст, що грав на позиції нападника. По завершенні ігрової кар'єри — футбольний тренер.
Один з найкращих гравців в історії данського футболу. Входить до числа найвидатніших футболістів XX століття за версією журналу World Soccer. Виступаючи за «Верону» в Італії, він допоміг команді виграти перше в її історії чемпіонство (1985). Крім того, Елк'яер-Ларсен забив майже 40 голів за данську збірну протягом 11 років, будучи провідною фігурою для країни на Євро-1984 та чемпіонаті світу 1986 (дебютний мундіаль для збірної), вигравши Бронзовий бутс та Бронзовий м'яч «мундіалю», а також був включений в символічну збірну турніру.
Також Пребен зайняв друге місце у боротьбі за Золотий м'яч 1985 року, та третє в попередньому році.

## Клубна кар'єра
Народився 11 вересня 1957 року в місті Копенгаген. Вихованець юнацьких команд футбольних клубів «Фредеріксберг» та КБ.
У дорослому футболі дебютував 1975 року виступами за «Ванлосе». Він одразу став одним із найвідоміших футболістів у Данії, переважно, через свою поведінку, включаючи дискваліфікацію за удар арбітра в матчі з «Вейле». Але не лише цим «досягненням» прославився Елк'яер-Ларсен, молодий гравець демонстрував надзвичайно зрілу гру, завдяки чому вже через рік дебютував у складі національної збірної Данії. В листопаді 1976 року, Елк'яер-Ларсен перейшов в німецького «Кельна», за який провів 9 матчів, але вже посередині сезону характер данця дався взнаки: він почав сперечатися з партнерами по команді та головним тренером клубу Геннесом Вайсвайлером, який не терпів нахабного ставлення молодого гравця до себе, через це «Кельн» в лютому 1978 року був змушений продати Елк'яера в бельгійський «Локерен».
У «Локерені» Елк'яер-Ларсен спочатку продовжував поводитися нахабно, але в команді знайшлося кілька гравців, які відповіли на дії агресивного скандинава, внаслідок чого Елк'яер-Ларсен зосередився виключно на футболі. Він став одним із найкращих гравців чемпіонату Бельгії та отримав прізвисько «Голова Локерена» за свою прекрасну гру за клубі, в якому він провів 190 матчів та забив 98 голів.
1984 року Елк'яер-Ларсен перейшов в італійський клуб «Верона», який заплатив за трансфер футболіста 18 млрд лір. У «Вероні» Елк'яер-Ларсен став кумиром тіффозі та одним із головних творців перемоги «Верони» в чемпіонаті Італії, що стала першою в історії клубу. Відомим голом Елк'яера також став «гол без бутси», коли 14 жовтня 1984 року, в 5-му турі чемпіонату він вразив ворота «Ювентуса», вже втративши одну з бутс і забивши ударом голої ноги з носка . У складі «Верони» Елк'яер був одним із головних бомбардирів команди, маючи середню результативність на рівні 0,35 голу за гру першості. За цей час він виборов титул чемпіона Італії. За «Верону» Елк'яер-Ларсен провів 130 матчів та забив 48 голів (91 матч та 32 голи в чемпіонаті Італії, 4 матчі і 4 голи в Кубку чемпіонів, 7 матчів і 5 голів у Кубку УЄФА і 28 матчів та 7 голів у Кубку Італії).
1988 року Елк'яер-Ларсен повернувся на батьківщину, де став виступати за клуб «Вайле», який взяв у кредит велику суму грошей на покупку футболіста. Але угода не виправдала себе, Елк'яер-Ларсен не показував колишнього рівня гри і часто сперечався з суперниками, суддями та навіть партнерами по команді, до того ж Елк'яером затикали всі «дірки» в команді, наприклад, він провів кілька матчів на позиції ліберо. Також його переслідували травми, включаючи перелом руки в 1990 році. Завершив кар'єру Елк'яер-Ларсен того ж року після чергового вилучення з поля за загрозу фізичного насильства щодо арбітра зустрічі.

## Виступи за збірні
1975 року дебютував у складі юнацької збірної Данії, взявши участь у юнацькому чемпіонаті Європи (до 18 років) в Швейцарії, де зіграв в усіх трьох матчах. Всього взяв участь у 11 іграх на юнацькому рівні, відзначившись 6 забитими голами.
Протягом 1976–1979 років залучався до складу молодіжної збірної Данії. На молодіжному рівні зіграв у 9 офіційних матчах, забив 9 голів.
У складі національної збірної Данії Елк'яер-Ларсен дебютував 22 червня 1977 року в матчі зі збірною Фінляндії і в своїй дебютній грі забив два голи, принісши перемогу своїй команді з рахунком 2:1. Через рік він забив вирішальний гол у ворота норвежців, принісши національній команді перемогу в Північному чемпіонаті, після чого він став беззмінним гравцем основи збірної команди. 
У складі збірної був учасником чемпіонату Європи 1984 року у Франції, де став одним з найкращих гравців турніру. Елк'яер вивів свою команду в півфінал, забивши вирішальний м'яч у ворота збірної Бельгії. Цей матч завершився з рахунком 3:2 на користь скандинавів, причому по ходу зустрічі данці програвали 0:2. Але в півфіналі зі збірною Іспанії, Елк'яер-Ларсен не забив вирішальний післяматчевий пенальті , через що Данія вибула з розіграшу турніру, здобувши бронзові нагороди турніру. 
Через два роки Пребен допоміг данцям вперше в своїй історії вийти на чемпіонат світу 1986 року у Мексиці, забивши 8 голів у кваліфікації. На самому турнірі Елк'яер-Ларсен також був лідером команди, забивши в груповому етапі чотири голи (один — у ворота збірної Шотландії (1:0) і три — у ворота збірної Уругваю) (6:1)), чим допоміг команді зайняти перше місце в групі й обійти майбутніх фіналістів турніру збірну ФРН. Проте вже в першому матчі плей-оф данці були розгромлені іспанцями 1:5.
У кваліфікації на Євро-1988 Елк'яер забив лише один гол, але саме він в останньому матчі відбору проти збірної Уельсу (1:0) допоміг команді здобути перемогу, зайняти перше місце в групі й вийти у фінальну стадію турніру. Проте на чемпіонаті Європи у ФРН Данія виступила вкрай невдало, зазнавши поразки у всіх трьох матчах групи. А Елк'яер-Ларсен матчем проти господарів турніру завершив свої виступи у збірній.
У 1987 році Елк'яер-Ларсен зіграв за збірну світу у товариському матчі збірна Англії — збірна світу, що був присвячений 100-річчю Англійської ліги. Форвард вийшов на поле після перерви, замінивши Гаррі Лінекера. У тому матчі перемогу здобула збірна Англії з рахунком 3:0 .

## Кар'єра тренера
Завершивши кар'єру гравця, Елк'яер-Ларсен почав працювати в клубі «Сількеборг» на посаді спортивного директора, а потім в сезоні 1995-1996 навіть був змушений тренувати команду. Після виходу з «Сількеборга», Пребен почав працювати на каналі TV3 як спортивний експерт. 

## Титули і досягнення

### Як гравця
- Чемпіон Італії (1):

«Верона»: 1984-85
- Володар Кубка Німеччини (1):

«Кельн»: 1976-77

### Особисті
- Футболіст року в Данії: 1984
- «Бронзовий м'яч» (третій футболіст в Європі): 1984 (France-Football), 1984 (Onze Mondial)
- «Срібний м'яч» (другий футболіст в Європі): 1985 (France-Football), 1985 (Onze Mondial)
- «Бронзовий м'яч» (третій футболіст на чемпіонаті світу): 1986
- Включений до числа ста найвидатніших футболістів XX століття за версією журналу World Soccer